# Rod Lawler
Pour les articles homonymes, voir Lawler.
Rod Lawler, surnommé « Rod the Plod » pour sa lenteur, est un joueur professionnel de snooker de nationalité anglaise. Il est né le 12 juillet 1971 à Liverpool (Angleterre, Royaume-Uni). 
Il a intégré le circuit principal en 1990 et a connu sa meilleure saison en 1996, en étant finaliste de l'Open international (battu 3-9 par John Higgins) et en étant huitième de finaliste du championnat du monde. Il y est battu 6-13 par Dave Harold, après avoir dominé les anciens champions du monde Dennis Taylor (10–5), en qualification et John Parrott (10–6), au premier tour. Cette succession de performances lui permet de figurer à la 20e place du classement de 1996-1997.

## Carrière
Sa carrière professionnelle débute en 1990. Dès sa première saison sur le circuit professionnel, Lawler démontre une certaine aise face aux caméras, allant jusqu'en quart de finale du Classique. Les saisons qui suivent, le joueur de Liverpool se fait plus discret, ne parvenant pas à franchir le stade des huitièmes de finale sur les tournois de classement.
En 1995, il se hisse en quart de finale de l'Open d'Allemagne, battant le 5e mondial de l'époque pour y arriver (James Wattana). En 1996, il se révèle auprès du grand public et aligne sa seule et unique finale dans un tournoi de classement à l'Open international. Il y remporte six matchs consécutifs pour accéder à la finale, dont une victoire sur l’Écossais Stephen Hendry, no 2 mondial et septuple champion du monde. Lawler est finalement arrêté par un autre joueur écossais, John Higgins, sur le score de 9-3. La même année, il élimine John Parrott au premier tour du championnat du monde et se qualifie pour les huitièmes de finale. Il y est battu par Dave Harold. À la suite de ce résultat, Lawler obtient le meilleur classement de sa carrière, celui de no 20 mondial.

Malgré une finale au championnat Benson & Hedges 1994, Rod Lawler sort du top 32 du classement mondial, à cause d'un manque de constance. Après une saison 2002-2003 marquée par une succession de défaites en qualifications, il sauve sa saison avec un quart de finale à l'Open du pays de Galles. Pour ce faire, il crée la surprise et élimine Jimmy White, avant d'être battu par Hendry (5 à 2).

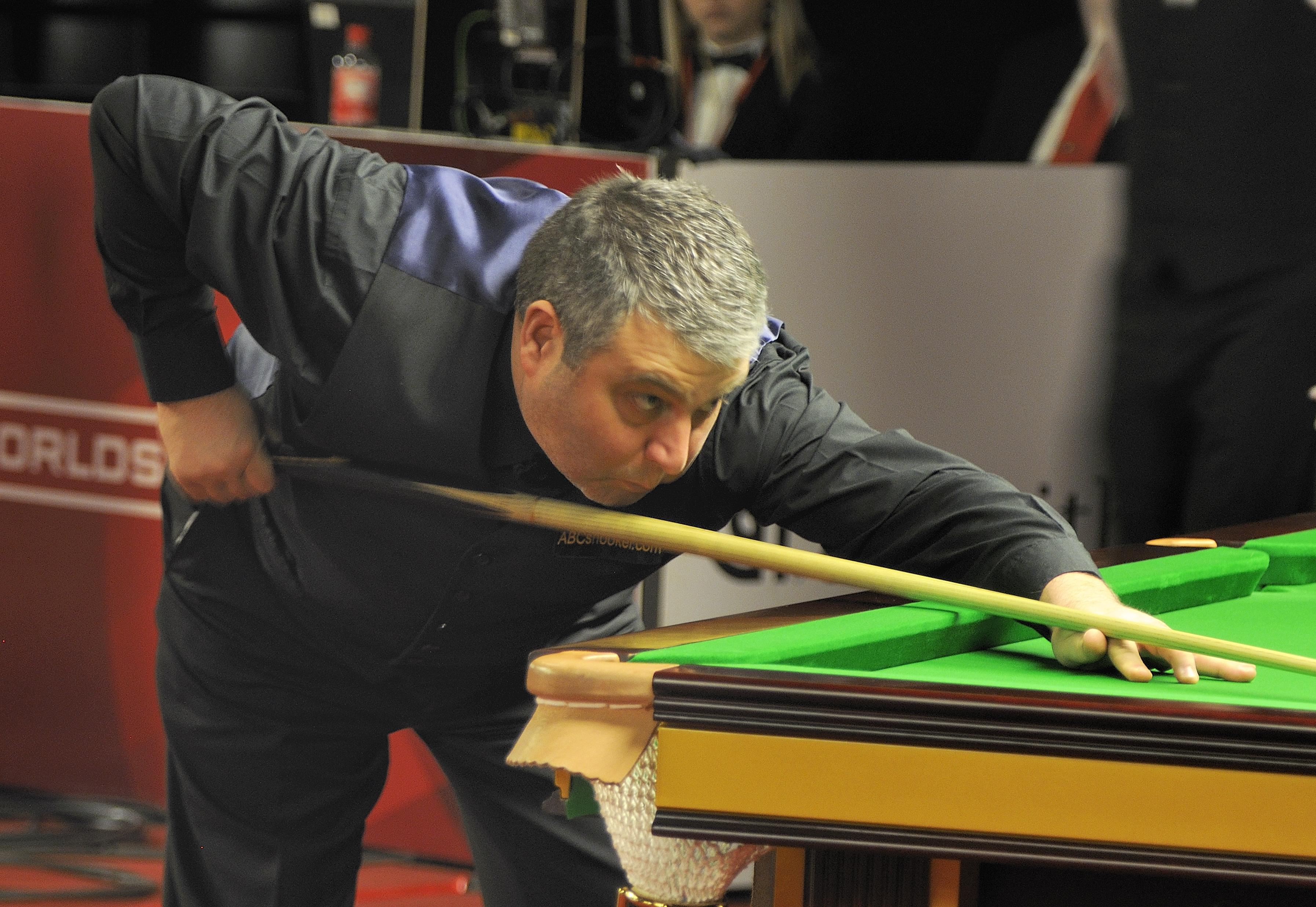
Rod Lawler au Masters d'Allemagne 2014.

Après 22 ans de carrière, il remporte en 2012 sa première victoire sur le circuit professionnel, à l'occasion d'une épreuve classée mineure du championnat du circuit des joueurs qui s'est déroulée à Gloucester, en Angleterre. Il s'impose sur le joueur hong kongais Marco Fu en finale, par 4 manches à 2. Au cours de la saison 2013-2014, Lawler est demi-finaliste du Masters d'Allemagne, seulement battu par Judd Trump. Cette performance lui offre une nouvelle opportunité de relancer sa carrière ; le joueur de Liverpool retrouve le top 40 du classement mondial pour la première fois depuis 1999.
En 2016, Lawler est quart de finaliste du Snooker Shoot-Out. En 2019, il atteint de nouveau les quarts de finale du Snooker Shoot-Out, tournoi où les joueurs ont une limite de temps. Cette performance est une bonne réponse à Barry Hearn qui critiquait sa lenteur pendant le championnat du Royaume-Uni 2018 (son temps moyen par coup s'est rapproché des 40 secondes). Lawler aligne également les huitièmes de finale de l'Open de Chine, tombeur de Kyren Wilson au second tour.
Il a aussi glané trois autres titres non classés : le championnat professionnel du Merseyside, le Masters de Finlande et le Masters de Chine, tous pendant l'année 1996. Depuis 1990, il compte 108 centuries au total, dont un break de 143 points au mieux. Pendant la saison 2012-2013, il signe son record personnel de centuries en un an, avec quinze centuries.

## Palmarès

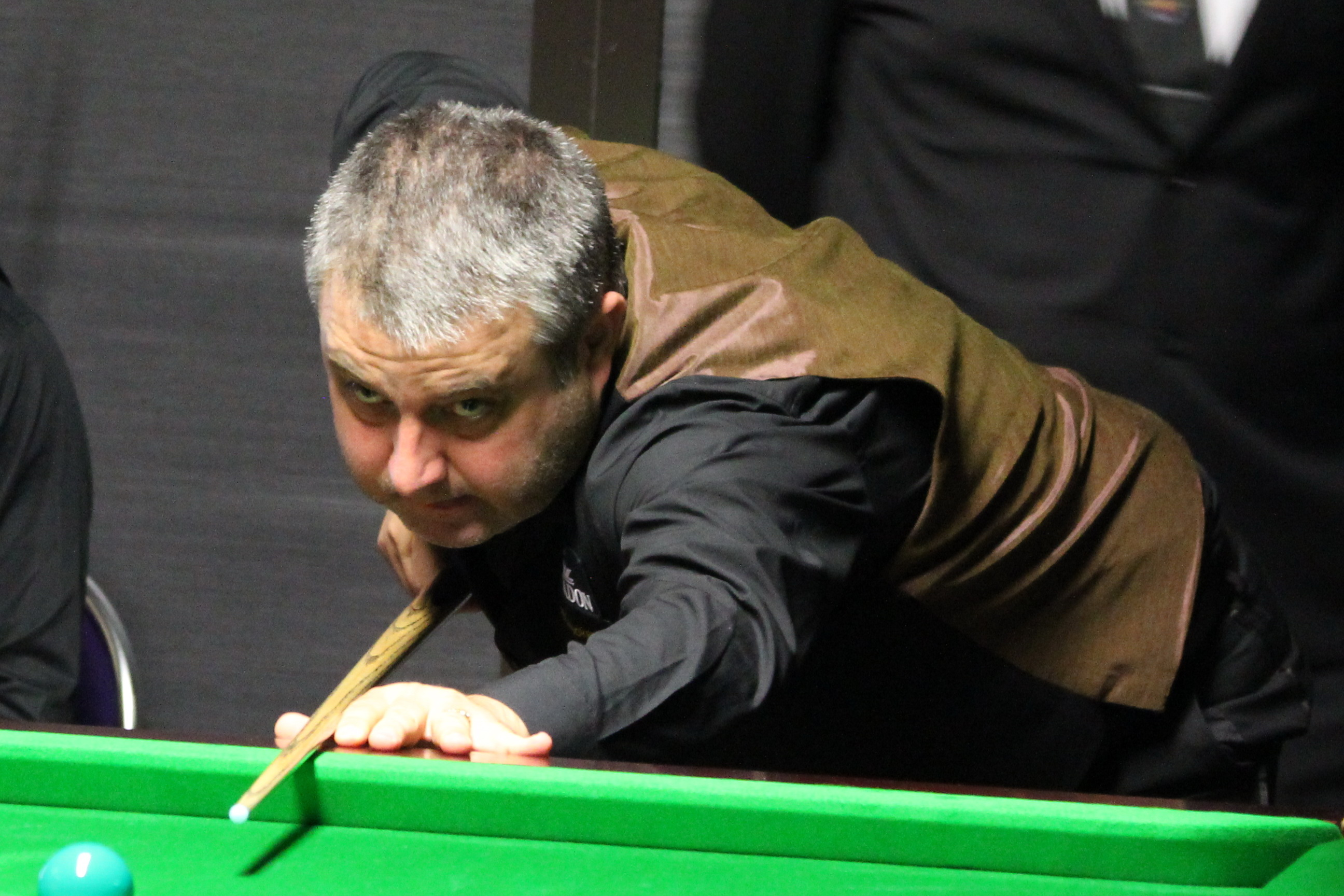
Rod Lawler (2016).

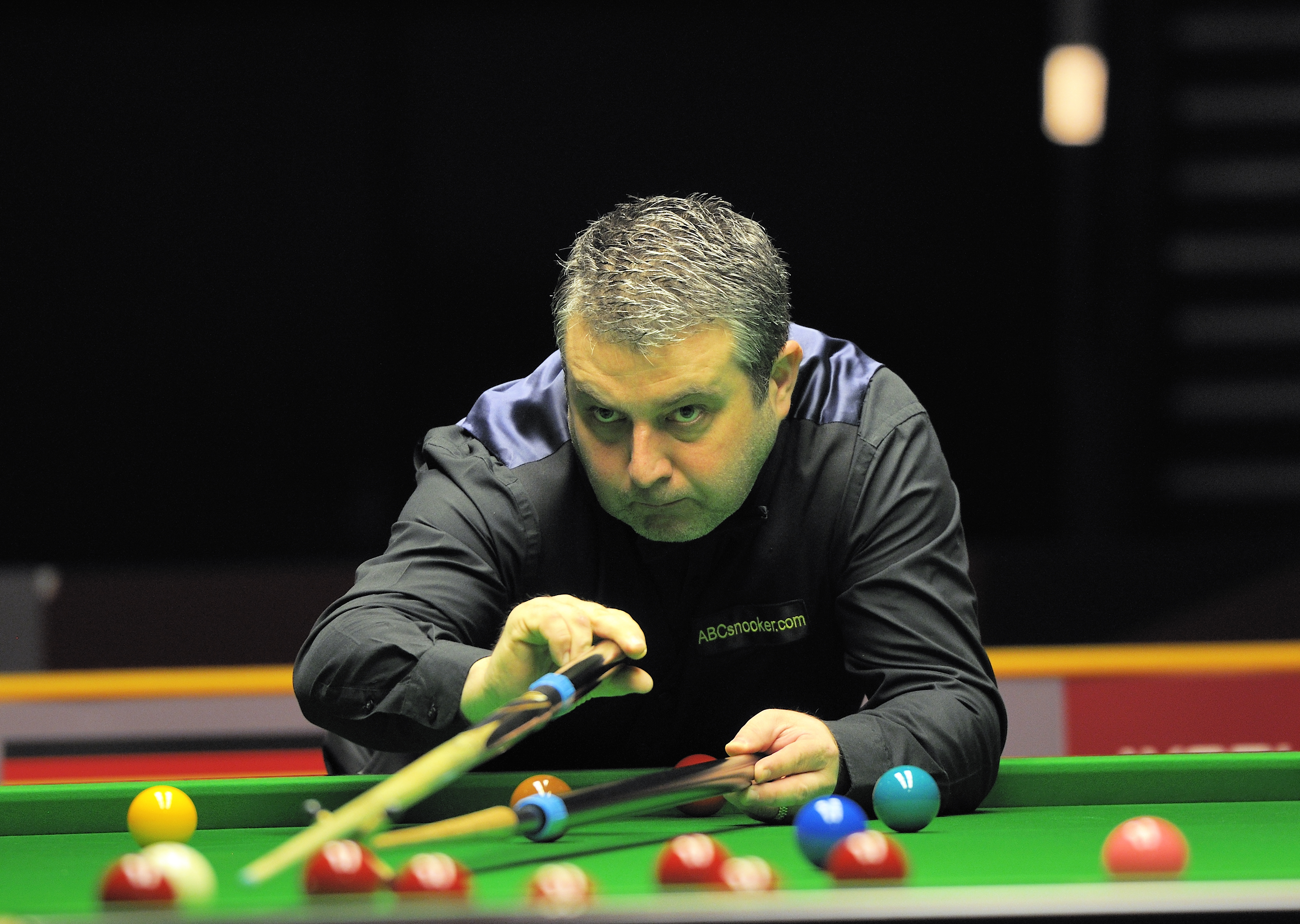
Lawler utilisant le reposoir.

| Légende | Catégorie                      | Titres                         | Finales                        |
|         | Tournois classés               | 0                              | 1                              |
|         | Tournois classés mineurs       | 1                              | 0                              |
|         | Tournois non classés           | 3                              | 2                              |
| Gras    | Tournois de la triple couronne | Tournois de la triple couronne | Tournois de la triple couronne |

### Titres
| Saison    | Nom du tournoi            | Lieu                                        | Finaliste       | Score | Tableau |
| 1995-1996 | Championnat de Merseyside | Liverpool                                   | Dean Reynolds   | 5-4   |         |
| 1995-1996 | Masters de Finlande       | Drapeau de la Finlande                      | Stefan Mazrocis | 6-2   |         |
| 1995-1996 | Masters de Chine          | Drapeau de la République populaire de Chine | Shokat Ali      | 6-3   |         |
| 2012-2013 | Épreuve 3 de Gloucester   | Gloucester                                  | Marco Fu        | 4-2   | Tableau |

### Finales perdues
| Saison    | Nom du tournoi              | Lieu      | Finaliste     | Score | Tableau |
| 1994-1995 | Championnat Benson & Hedges | Prestatyn | Mark Williams | 5-9   | Tableau |
| 1995-1996 | Open international          | Swindon   | John Higgins  | 3-9   | Tableau |
| 2000-2001 | Championnat de Merseyside   | Liverpool | Michael Holt  | 3-5   |         |